# عبد الله بن محمد بن بركة
عبد الله بن محمد بن بركة السليمي الأزدي هو فقيه إباضي عماني من قبيلة زهران الأزدية.

## اسمه ونسبه
هو العالم الكبير الأصولي البليغ عبد الله بن محمد بن بركة السليمي الأزدي نسبة إلى سليمة بن مالك بن فهم المشهور بابن بركة والمكنى بأبي محمد، وهي التي اشتهر بها في كتب الفقه خاصة عند المشارقة من أهل المذهب، وقد كناه بعض أهل المغرب بأبي عبد الله إلا أن ذلك خطأ فهذه كنية محمد بن محبوب:37
وقد أطلقت هذه الكنية [أبو محمد]على غيره من علماء الإباضية الذين اتفقوا معه في الاسم الأول والثاني وهم:
1-عبد الله بن محمد بن محبوب.
2-عبد الله بن محمد بن أبي المؤثر
3-عبد الله بن محمد بن صالح
4-عبد الله بن محمد بن شيخه:37

## ميلاده ووفاته
ولد حسب ما حدده الشيخ الباحث زهران المسعودي في كتابه مابين عاميّ 296 – 300 هـ :39وقد ذكر أسباب ترجيحه لهذا التاريخ، وهو في ذلك تابع للشيخ الباحث جابر السعدي، وقد ولد في مدينة بهلا في قرية الصرخ وهذه المدينة تبعد عن نزوى [العاصمة الإسلامية آنذاك] بحوالي 30 كم تقريبا.وأما عن وفاته فقد ذكر الشيخ زهران المسعودي أنه من الراجح أن يكون ابن بركة توفي ما بين عامي 362 – 363 هـ.
أما دليل كونه حيا حتى عام 361هـ هو:
أن وفاته كانت بعد وفاة الشيخ أبي سعيد الكدمي بدليل أن ابن بركة ذهب ليعزي أهله وكان أبو سعيد حيا إلى هذه السنة فقد ورد في بيان الشرع في الباب الثالث عشر المعقود في بيان حكم التملق والمداراة والمداهنة من كلام عن أبي سعيد يظهر منه أنه كان يلقيه على بعض تلاميذه وفي آخره ما نصه «وكان هذا التقييد ـ أي تقييد كلام أبي سعيد ـ يوم الأربعاء ثالث عشرة ليلة خلت من ربيع الأول سنة إحدى وستين وثلاثمائة للهجرة». وأما كونه قد توفي قبل عام 363هـ أنه قد تُوجّه إلى الشيخ أبي الحسن البسيوي تلميذ ابن بركة بسؤال يتضمن استفسار عن صحة إمامة الإمام حفص بن راشد، والسؤال ينبغي أن يوجه للشيخ قبل التلميذ حسب ما تقتضيه العادة مما يدلل على أنه ـ أي ابن بركة ـ قد توفي.
يقول الشيخ زهران المسعودي:«إن ظاهر الحال ـ بل المؤكد ـ أن الإمام حفص بن راشد بويع بالإمامة مرتين عاميّ 355و 363هـ» ، وذكر لذلك دليلا وهو ما ذكره صاحب كتاب الجامع من أنه اجتمع في هذا العام الخوارج [يعني الإباضية] في جبال عُمان.
وبايعوا لهم إماما اسمه حفص بن راشد وقد أرسل إليهم عضد الدولة أحد قوّاده لحربهم.:46-42

## شيوخه
لقد أخذ ابن بركة علومه الأولى في مدينته بهلا ثم انتقل إلى صحار حيث التقى بالشيخ العلامة أبو مالك غسان بن مجمد بن الخضر الصحاري نسبة إلى صحار الصلاني نسبة إلى وادي صلان وقد أخذ هذا الشيخ علومه عن العالمين الكبيرين الشقيقين عبد الله وبشير ابني محمد بن محبوب بن الرحيل، وهو من علماء القرن الثالث الهجري، ومن أشياخه الإمام أبو القاسم سعيد بن عبد الله بن محمد بن محبوب وقد تعلم هذا على يد أبيه وعمه، ومنهم أبو مروان سليمان بن محمد بن حبيب من علماء النصف الأخير من القرن الثالث الهجري وأول القرن الرابع الهجري وأبو يحيى عبد العزيز بن خالد وأبو الحسن محمد بن الحسن السعالي النزوي.:51-48

## صفاته ومكانته العلمية
كان ابن بركة محبا للعلم مجتهدا في طلبه مناضلا في تحصيله، وقد اختبره في ذلك شيخه أبو مالك؛ إذ أبدى له في أول الأمر شيئا من اجفاء، فلما علم صدق نيته في طلب العلم، ورغبته الصادقة لتحصيله قربه من مجلسه وصار من خاصة تلاميذه، ونال منه الحظ الأوفر من العلم؛ فصار بعده إمام المدرسة الرستاقية وعميدها.

## تلاميذه
إن من أبرز تلاميذه الذين أخذوا العلم عنه العلامة أبو الحسن البسيوي صاحب كتاب مختصر البسيوي، وكان يعرف بالأصم وذلك لثقل سمعه فكان كل من أراد استفتاءه كتب مسالته في الأرض فيكتب له الشيخ الجواب ومن تلاميذه أيضا:
أبو عبد الله محمد بن زاهر، وله تقييدات في مسائل فقهية عن شيخه ابن بركة ومسائل أخرى عرضها عليه وجميعها قد ضُمّن في المجلد الذي يحتوي كتاب التقييد المخطوط:63-60 وأحمد بن محمد بن خالد، وقد قيل إن بعثة من إباضية المغرب قدمت إلى عمان تتكون من سبعين طالبا ودرست على يد الشيخ ابن بركة.

## أعماله
اهتمَّ ابن بركة بتأصيل الفقه وتقرير قواعده، ودرس مقارنة الفقه الإباضيِّ بالمذاهب الأخرى، وضع كتابه المسمى بـ”الجامع”، والذي انتشر صِيتُه وأصبحَ يُنعت عند علماء الإباضية بـ: “الكتاب”. ويعتبر هذا الكتاب أهم ما قدمه لنا هذا الشيخ:68 ويتميز هذا الكتاب أن مؤلفه قد مهد له بمقدمة أصولية تحتوي على مسائل مفيدة في علم الأصول، ويتميز كذلك بوجود الفقه المقارن فقد ذكر بعضا من كتب المخالفين مثل كتاب اختلاف الفقهاء وكتب داى د بن علي وكتاب ابن المغلس:68، ولقد اشتمل هذا الكتاب على عدد كبير من القواعد التي استخلصها صاحب كتاب الإمام ابن بركة ودوره الفقهي في المدرسة الإباضية من خلال كتاب الجامع.
ويعد كتاب الجامع لابن بركة من أهم كتب الفقه التي دوّنت في القرن الرابع الهجري بالنظر إلى ثراء مادته، وحسن ترتيبه، ودقة عباراته، وغناه بالأدلة الشرعية، لاسيما الروايات والآثار، وقد اعتمد هذا الكتاب لدى الدارسين كمصدر هام يبرز الصناعة الفقهية والأصولية عند الإباضية المتقدمين.
لقد ترك لنا ابن بركة عدة كتب أثري بها المكتبة الآسلامية عامة والإباضية خاصة ومن هذه الكتب:
- “التقييد” وهو مجموعة جوابات تلقاها من شيوخه في مسائل متنوعة.
- “المبتدأ” في التواريخ والأنساب العمانية
- “التعارف” في دليل العرف وحجيّته،
- “الموازنة” أورد فيه مواقفه من الأحداث السياسية في عمان وقتها.

لقد كان ابن بركة رجلا غنيا ثريا كريما سخيا، فقد أنشأ مدرسته المشهورة في بهلى وحبس للمتعلمين أرضا واسعة من ماله، وقد بنى العديد من المساجد منها مسجده الواقع في قرية الضرح ومسجد الخير ومسجد الشريعة والفحال والوحيد وغيرها، وأوقف للمتعلمين أوقافاً منها: ضاحيةً كبيرة بقرب مدرسته تسمى (المدانة).

## من أٌقواله
1. «ونحن نعوذ بالله من غلبة الأهواء ومسامحة الآراء وتقليد الآباء وإياه نسأل أن يجعلنا من المتبعين لكتابه الذابين عن دينه والقائمين بسنة نبيه محمد  ﷺ[5]:25»
2. « واتبع الحجة أولى من اتباع الرأي تاذي ليس بحجه".[4]:242»
3. « لا حظ للنظر مع النص [4]:85»

ولقد أثنى عليه الكثير من العلماء منهم العوتبي في كتابه الأنساب فقد قال:«ومنهم [يعني آل سليمة بن مالك] أبو محمد عبد الله بن محمد بن بركة ـ رحمه الله ـ وهو العالم المشهور والبليغ المذكور صاحب كتاب الجامع وكتب التقييدات ومسائل أصول الدين وغير ذلك من مسائل الفروع الحرام والحلال والكتاب المبتدأ في خلق السموات والأرض وما فيهن من الخلق» . ومنهم ابن رزيق في الصحيفة القحطانية والبطاشي في إتحاف الأعيان والإمام السلمي في معارجه وأبو مسلم في نثار الجوهر.:59-60

## قراء موسعة
- الحارثي، خلفان بن محمد. القواعد الفقهية عند الإمام ابن بركة، ضمن أعمال ندوة ” تطور العلوم الفقهية المنعقدة عام 2004، طـ الرابعة، وزارة الأوقاف والشؤون الدينية،2012
- حاج أمحمد، قاسم عمر. منهج روايات الأحاديث ونقدها عند فقهاء الاباضية في القرن الرابع الهجري. ابن بركة العماني أنموذجاً.
- السيابي، أحمد بن سعود. الإمام ابن بركه: حياته وفكره ومدرسته، ضمن أعمال ندوة” قراءات في فكر ابن بركة البهلوي”، طـ الأولى، المنتدى الأدبي، مسقط، 2001
- العدوي، خميس بن راشد. الوقف العلمي في بهلا ماضيه وحاضره، طـ الأولى، مركز الخليل بن أحمد، جامعة نزوى، 2016.